# Historia plantarum

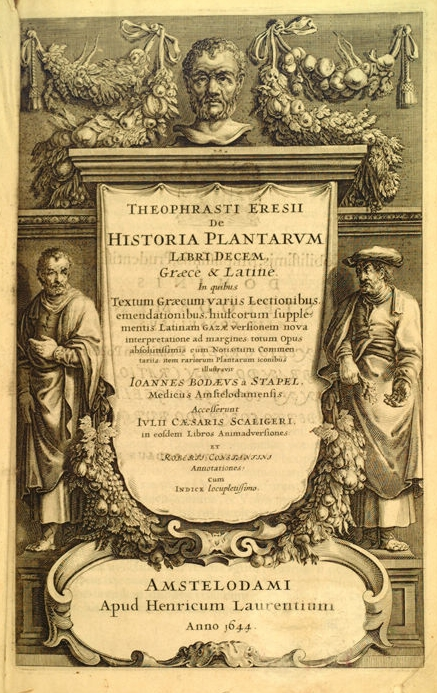
Historia Plantarum wydanie z 1644 roku

Theophrastus's Enquiry into Plants lub Historia Plantarum (gr. Περὶ φυτῶν ἱστορία, Peri phyton historia) – jedna z najważniejszych książek historii naturalnej napisanych w starożytności, i podobnie jak one, miała ogromny wpływ na renesans. Theophrastus (określany mianem "ojca naukowej botaniki") opisuje w niej strukturę roślin, ich reprodukcję oraz wzrost, opisuje odmiany roślin na świecie, klasyfikuje rośliny dzikie i uprawne oraz wskazuje ich zastosowania. Szczegółowo opisuje wzajemne, negatywne, wewnątrzgatunkowe oddziaływania na siebie roślin grochu. W kolejnych tomach bada losy roślin od pierwotnych śladów po czasy ówczesne pisarzowi. Tom 9 opisuje przede wszystkim lecznicze zastosowania roślin i jest równocześnie jedną z pierwszych książek opisujących działania soków i żywic oraz metody ich pozyskiwania.  

## Opis
Historia Plantarum została spisana pomiędzy ok. 350 p.n.e. a ok. 287 rokiem p.n.e., w dziesięciu tomach, z których przetrwało dziewięć. W książce Teofrast z Eresos opisywał rośliny poprzez ich zastosowanie, próbując dokonać klasyfikacji biologicznej na podstawie tego, w jaki sposób się rozmnażają. Było to pierwsze tego typu dzieło w historii botaniki. Nieustannie weryfikował rękopis, który pozostał w stanie niedokończonym w chwili jego śmierci. Skondensowany styl opisów, brak strony tytułowej, brak numerów stron, indeksu czy spisu treści wskazują, że Theophrastus używał rękopisu jako notatek roboczych do wykładów dla swoich studentów, nie zamierzając wydać ich w postaci książki.
Historia Plantarum została po raz pierwszy przetłumaczona na łacinę przez Teodora Gaza; tłumaczenie zostało opublikowane w 1483 roku. Johannes Bodaeus opublikował w 1644 roku w Amsterdamie często cytowane wydanie wraz z komentarzami i ilustracjami (drzeworytami). Pierwsze tłumaczenie na język angielski zostało wykonane przez Arthura Horta i opublikowane w 1916 roku.

## Galeria

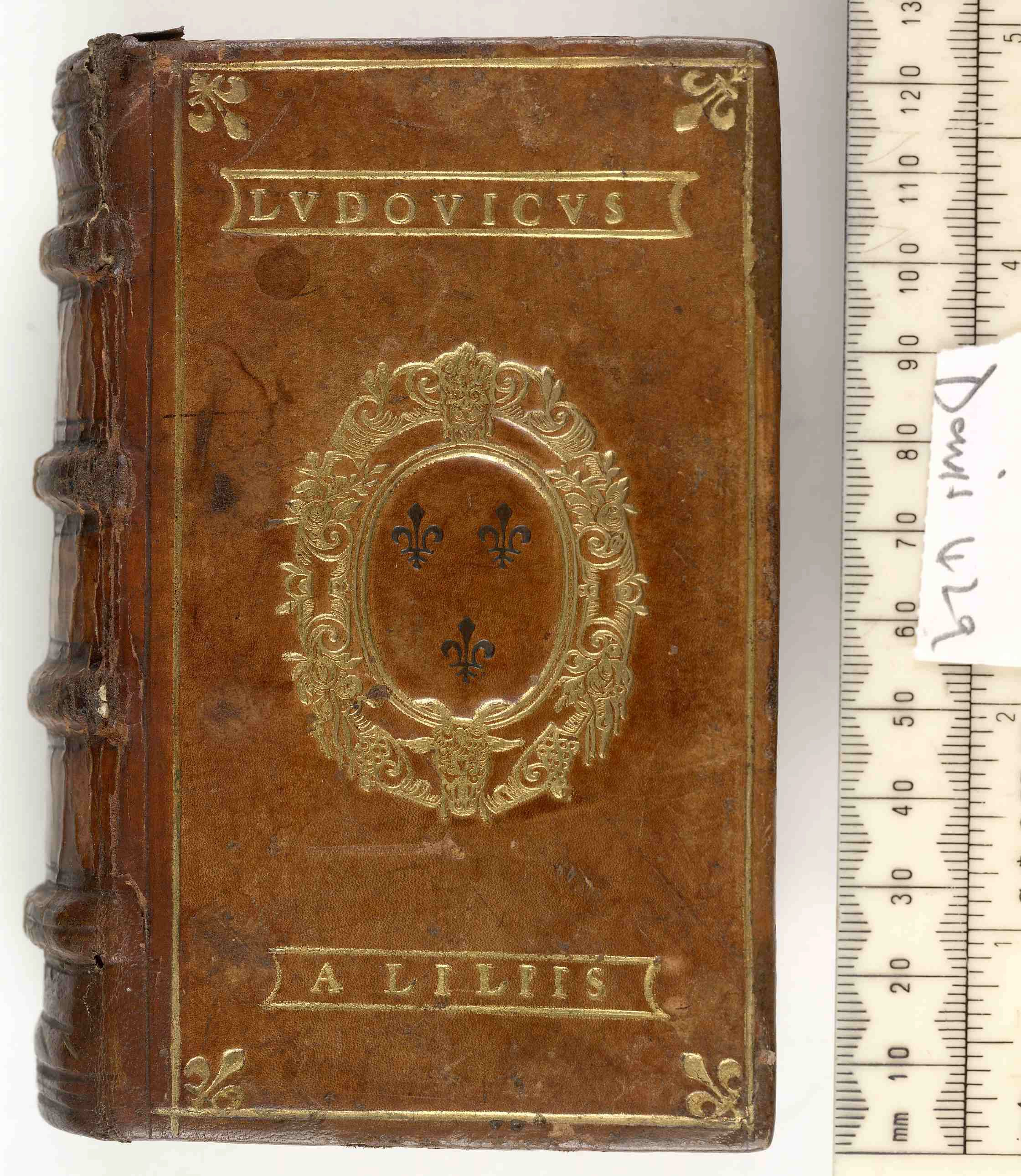
Historia Plantarum
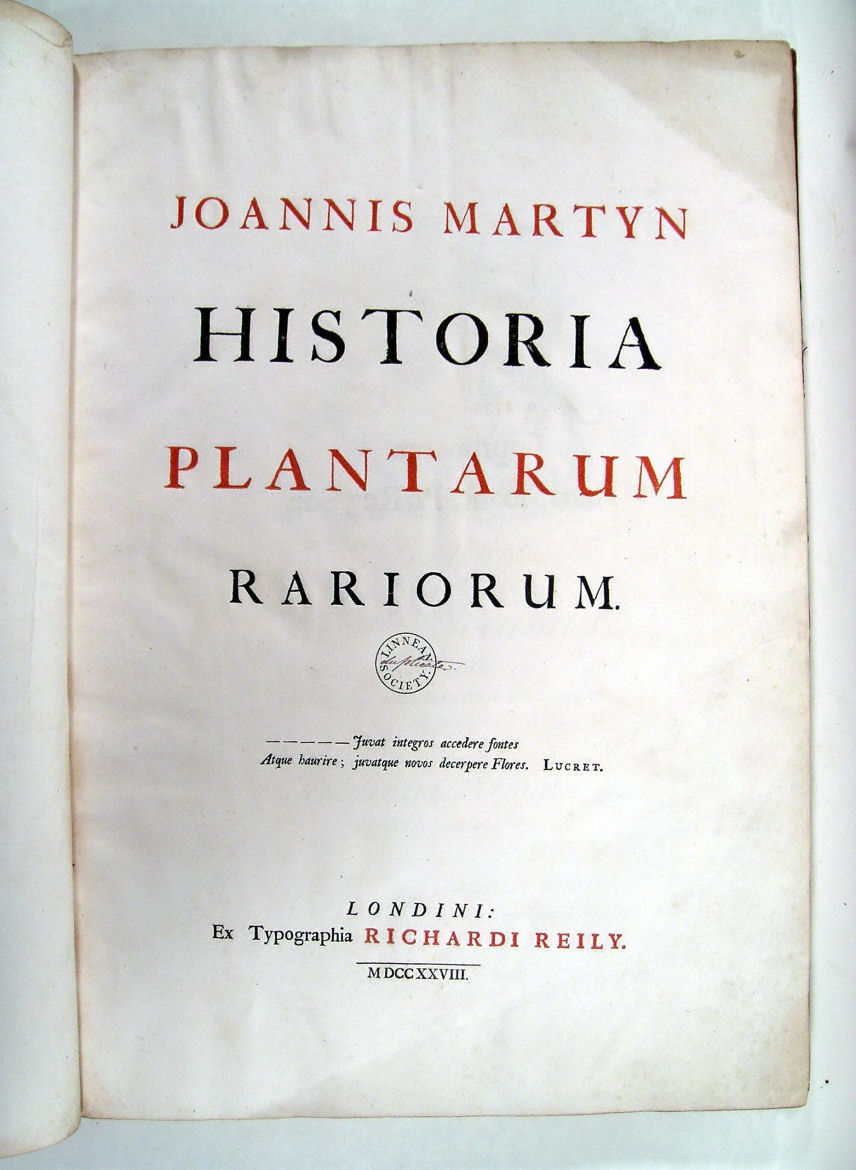
Historia Plantarum